# Ingvar Kamprad
Feodor Ingvar Kamprad (n. 30 martie 1926 - d. 27 ianuarie 2018) a fost un om de afaceri suedez, proprietarul retailerului suedez de mobilă IKEA.
A fost cel mai bogat om de afaceri din Suedia, având o avere estimată de Forbes la 23 de miliarde de dolari.
A locuit în Lausanne, Elveția, avea patru copii și era considerat al 11-lea cel mai bogat om din lume, în anul 2010.
El a început să facă bani din comerț încă de tânăr când, călare pe o bicicletă a început să vândă chibrituri, a continuat cu stilouri, felicitări de Crăciun și pești. 
În 1943 a fondat IKEA la vârsta de 17 ani începând să vândă diverse bunuri de consum (pixuri, portofele, rame de tablou, fețe de masă, ceasuri, chibrituri, bijuterii, ciorapi din nailon). În 1947 a început să vândă piese de mobilier.
Acronimul IKEA vine de la numele său (Ingvar Kamprad), numele fermei unde s-a născut Elmtaryd și localitatea în care a crescut, Agunnaryd.
Primul magazin IKEA a fost inaugurat în 1958 în Älmhult.
Oficial el, s-a retras din activitate în 1986, însă cei mai mari dintre directorii săi îi raportau în permanență noutățile și planurile în legătură cu brandul său. În anii '70 s-a mutat în localitatea elvețiană Epalinges, unde a locuit până la moartea sa.
La nivel mondial IKEA, vinde 9.500 de produse în 38 de țări printre care și România. Există 322 magazine IKEA la nivel mondial.
Celebrele cataloage ale magazinelor sunt tipărite în 27 de limbi.
La sfârșitul anului fiscal 2009, lanțul de tip discounter a avut vânzări de 31 de miliarde de dolari.
Compania IKEA deținea, în august 2014, peste 376 de magazine în 47 de țări sau teritorii, dintre care 40 de magazine erau francize deținute de alte companii decât IKEA Group. Magazinul IKEA din Zona Comercială Băneasa a fost al 253-lea deschis în a 35-a țară, pe 21 martie 2007. 